# Smittina exclusa
Smittina exclusa är en mossdjursart som beskrevs av Harmer 1957. Smittina exclusa ingår i släktet Smittina och familjen Smittinidae. Inga underarter finns listade i Catalogue of Life.